# Pachypodium ambongense
Pachypodium ambongense es una especie de arbusto semisuculento endémico de Madagascar, perteneciente al género Pachypodium, dentro de la familia Apocynaceae. Se distribuye por el noroeste de Madagascar.

## Descripción

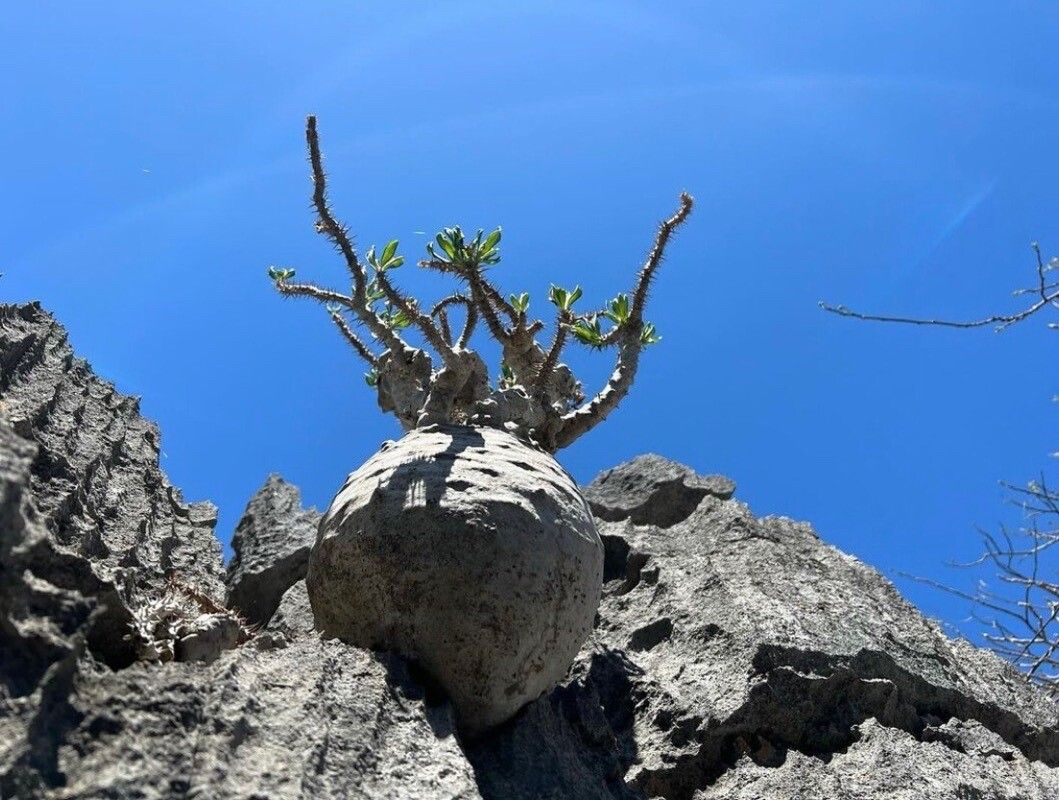
Tallo engrosado

Pachypodium ambongense es una planta que crece de 1 a 2 m de altura, y cuyo tronco llega a medir entre 10 y 40 cm de diámetro. Además tiene forma de botella y está escasamente ramificado. Su tronco está cubierto de espinas dobles bastantes alargadas y afiladas, midiendo de 5 a 10 cm de largo.
Las hojas forman una roseta alrededor de la parte superior de la planta y en las puntas de las ramas. Se caracterizan por ser elípticas y redondeadas, de 3 a 8 cm de largo y de 1,5 a 3 cm de ancho. 

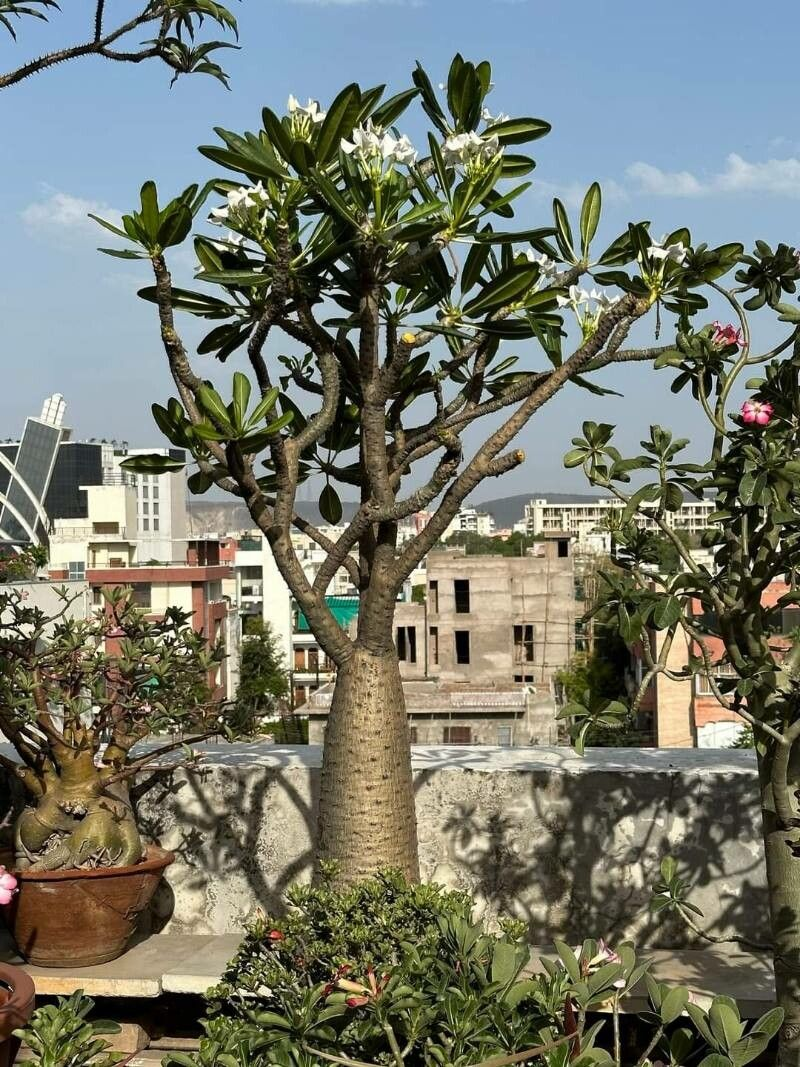
Vista general de la planta

Las flores pueden presentarse solitarias o en grupos de hasta cinco. Son de color blanco con el centro amarillo y miden unos 5,5 cm de diámetro. Los frutos, consistentes en consistentes en vainas rectas con la punta afilada, alcanzan un tamaño de 10 a 15 cm de largo.

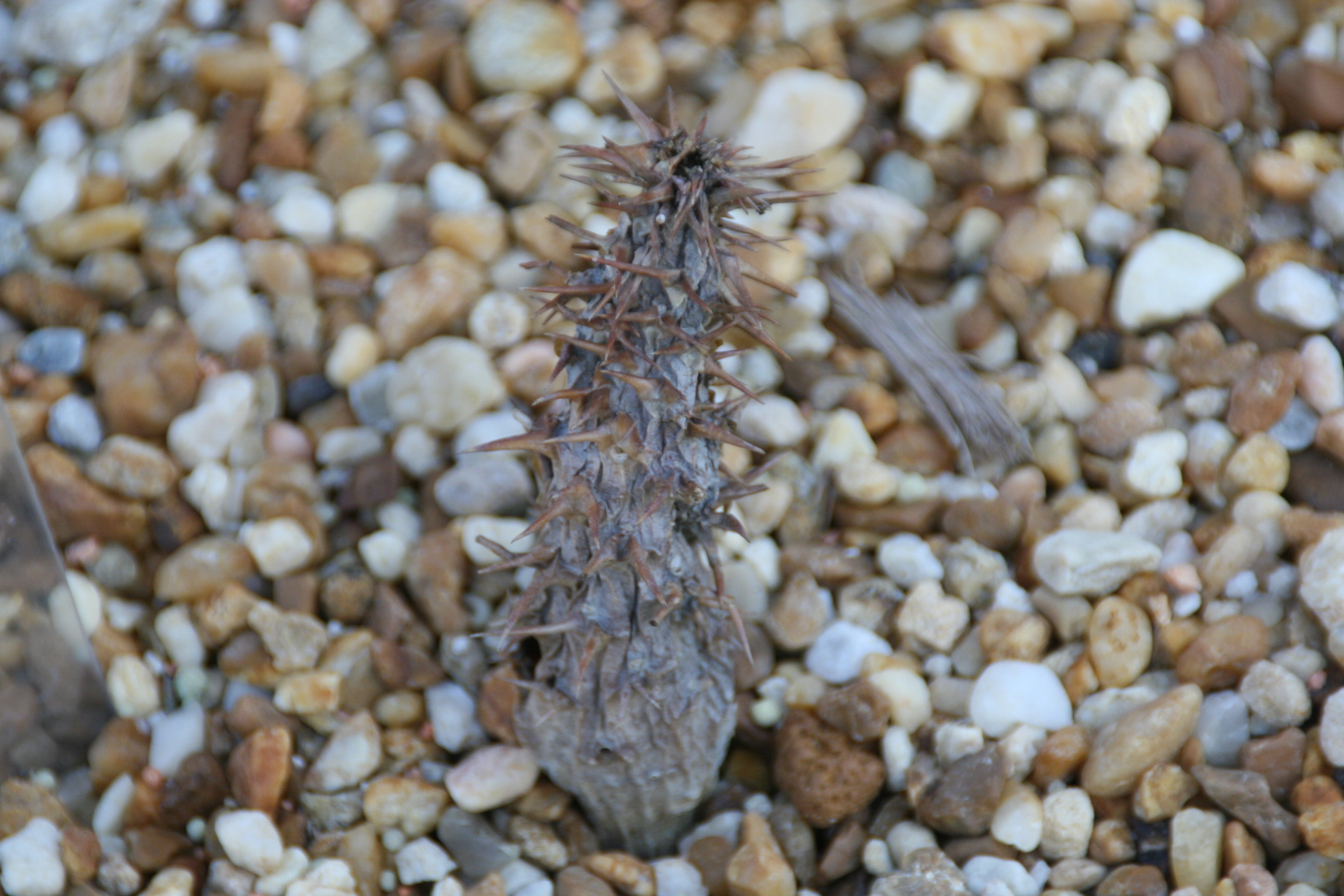
Detalle de las espinas

Señalar que Pachypodium ambongense es muy similar a Pachypodium lamerei, con la diferencia de poseer un tronco con forma cónica y unas ramas que se forman a menor altura. 

## Distribución y hábitat
El área de distribución nativa de esta especie es el noroeste de Madagascar y crece principalmente en el bioma desértico o de matorral seco.Concretamente crece en rocas calcáreas mesozoicas fuertemente erosionadas , donde las fisuras están rellenas de humus.

## Taxonomía
Pachypodium ambongense fue descrita por el botánico francés Henri Louis Poisson y publicada por primera vez en la revista científica Bulletin Trimestriel de l'Académie Malgache 6: 162 (1922-1923 publ. 1924).
Etimología
- Pachypodium: nombre genérico que proviene de la combinación de dos términos del griego antiguo: pachys (que significa 'grueso') y podium (que significa 'pie' o 'base'), haciendo referencia a la característica morfología de muchas especies del género, que suelen tener troncos o tallos robustos y suculentos.
- ambongense: epíteto geográfico que deriva de la región del río Ambongo (Madagascar), lugar donde encontramos de forma nativa a esta especie.[4]

## Usos
Aunque Pachypodium ambongense se cultiva principalmente como planta ornamental, no suele encontrarse en los jardines.